# Peter Lehmann (Politiker)
Peter Lehmann (* 4. Mai 1982 in Hof) ist ein bremischer Politiker (Bündnis 90/Die Grünen) und ein ehemaliger Abgeordneter der Bremischen Bürgerschaft.

## Biografie
Lehmann ist der Sohn der bayerischen Politikerin Gudrun Lehmann (Die Grünen).

### Ausbildung und Beruf
Nach dem Besuch eines Gymnasiums in Hof, der Realschule in Gefrees und der Fachoberschule in Hof erwarb Lehmann 2000 die Fachhochschulreife und leistete bis zum August 2001 seinen Zivildienst in Weckelweiler ab. Er studierte Transportwesen und Logistik an der Hochschule Bremerhaven. 2006 wechselte er an die Jade Hochschule, Abteilung Seefahrt Elsfleth, um das Fach Seeverkehrs- und Hafenwirtschaft im Jahr 2011 abzuschließen. Lehmann verfasste seine Diplomarbeit bei der Köln-Düsseldorfer-Tochter, der Schiffsmanagementgesellschaft KD Cruise Services Ltd. (Limassol, Zypern) zum Thema Analyse der Anpassungsmöglichkeiten bei der Optierung von Kreuzfahrtschiffen für die deutsche Tonnagesteuer. Seit Studienabschluss ist er Wissenschaftlicher Mitarbeiter beim Deutschen Bundestag und gleichzeitig seit 2015 freiberuflicher Berater in der maritimen Wirtschaft.

### Politik
Lehmann war von 2000 bis 2002 Schatzmeister der Grünen Jugend Franken und von 2002 bis 2003 Landesschatzmeister der Grünen Jugend Bremen. Von 2002 bis 2003 war er Mitglied des Kreisvorstands Bündnis 90/Die Grünen im Kreisverband Bremerhaven und 2003 Kreisvorstandssprecher von Bündnis 90/Die Grünen im Kreisverband Bremerhaven. 
Vom 10. Juni 2003 bis Mai 2007 war Lehmann Mitglied der Bremischen Bürgerschaft. Dort war er von Juni 2003 bis April 2005 hafenpolitischer Sprecher seiner Fraktion. Er war von 2003 bis 2007 Mitglied der Deputationen für Umwelt und Energie sowie für Wirtschaft und Häfen und gehörte dem Hafenausschuss der Bürgerschaft an. Von April 2005 bis Juni 2007 war er Sprecher und Obmann seiner Fraktion im Petitionsausschuss. 

### Weitere Ämter
Lehmann ist Mitglied im wissenschaftlichen Beirat des Instituts für Seeverkehr und Logistik (ISL), Bremen. Von 2003 bis 2005 war er Mitglied des Aufsichtsrats der bremenports GmbH & Co KG (Hafengruppe Bremen/Bremerhaven). Seit 2016 ist er Vorsitzender der Vereinigung zur Förderung des Petitionsrechts in der Demokratie e. V. (Petitionsverein).